# Ferdinando Leopoldo Del Migliore

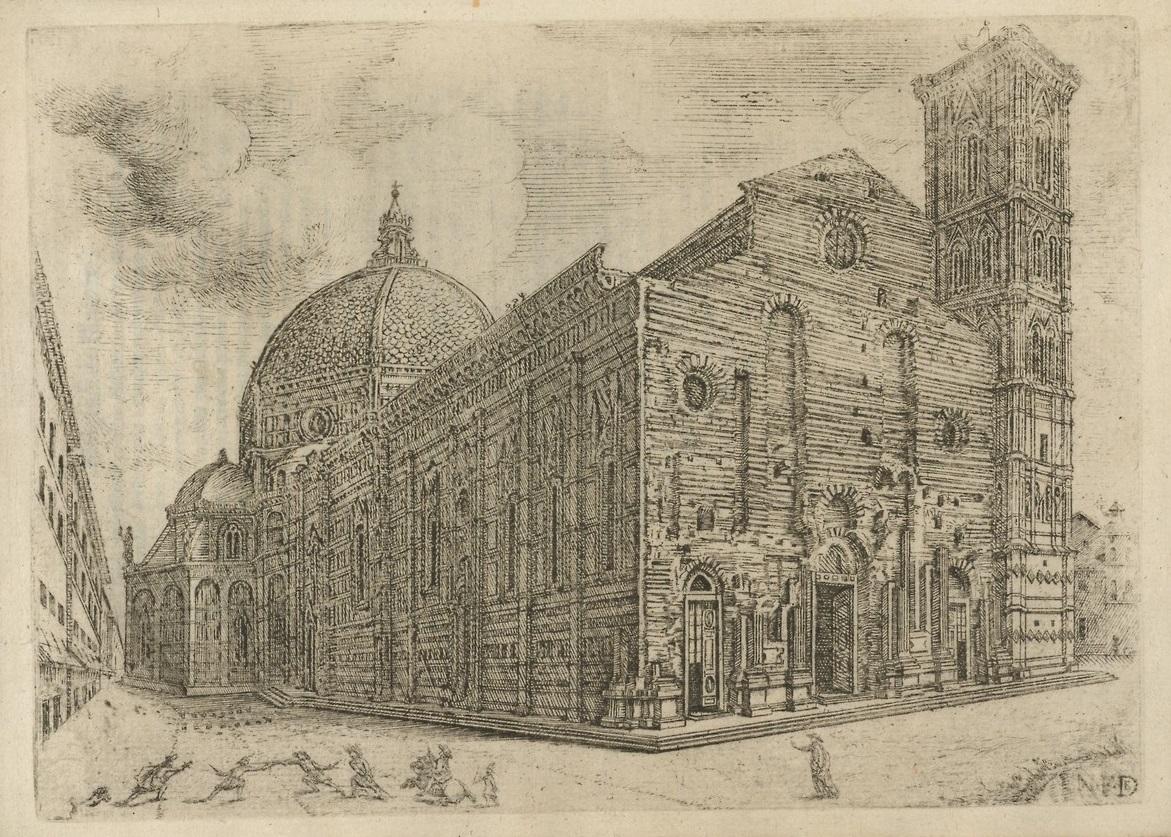
Firenze citta ́nobilissima illustrata, 1684, di Ferdinando Leopoldo del Migliore

Ferdinando Leopoldo Del Migliore (Firenze, 20 agosto 1628 – Firenze, 1696) è stato uno storico, letterato e falsario italiano.

## Biografia
Fu autore di oltre 120 spogli su Firenze che nel 1745 entrarono in possesso dell'erudito archivista e bibliotecario Antonio Maria Biscioni il quale, a sua volta, nel 1756 li donò alla Biblioteca Magliabechiana di Firenze; sono ora conservati nella Biblioteca Nazionale Centrale di Firenze alle classi XXV e XXVI dei manoscritti Magliabechiani. Già nel XVIII secolo, il padre gesuita Giuseppe Richa, che esaminò tali documenti per la sua opera sulle chiese fiorentine, li giudicò di dubbio valore. In seguito, si scoprì che Del Migliore interpolava abitualmente i risultati delle sue ricerche con fatti non documentati e talora aveva inventato di sana pianta l'esistenza di alcuni documenti. Per esempio, è stata dimostrata l'invenzione di documenti relativi a un certo Salvino degli Armati, che sarebbe stato inventore degli occhiali; il Del Migliore cercò di dimostrare l'origine fiorentina di questa scoperta inventandosi questa inesistente figura a cui dette corpo e persona, come racconta Isidoro Del Lungo, «tirando fuori (se non che nessuno lo aveva veduto né mai lo vide) un suo Sepoltuario antico».

## Opere
- Firenze città nobilissima illustrata da Ferdinando Leopoldo Del Migliore. Prima, seconda, e terza parte del primo libro. In Firenze: nella Stamp. della Stella, Firenze 1684
- Senatori fiorentini, Firenze 1665.